# لويس لان (رسامة)
لويس لان (بالإنجليزية: Lois Lane)‏ هي رسامة وفنانة أمريكية، ولدت في 1948 في فيلادلفيا في الولايات المتحدة.